# Jadwiga Rembielińska

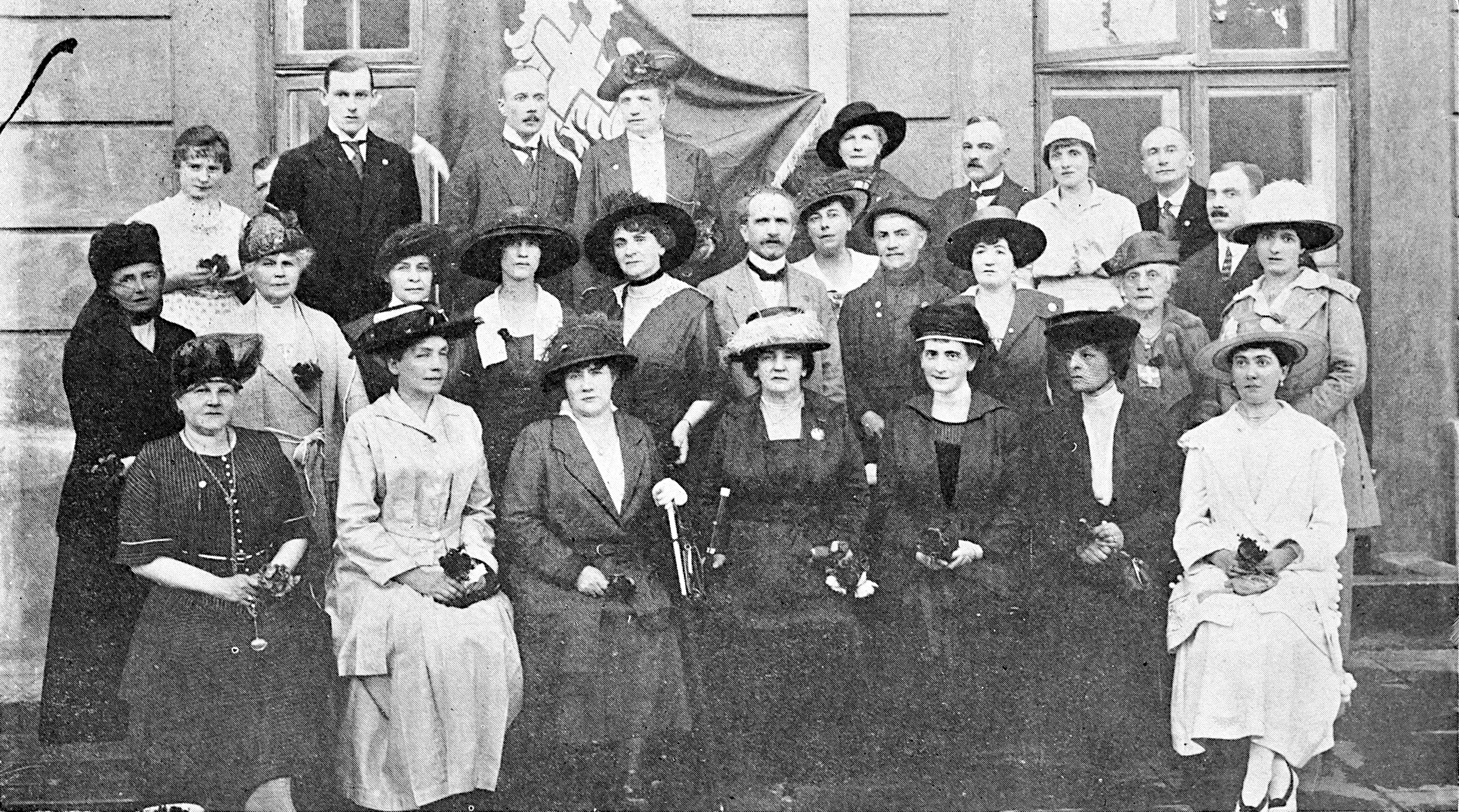
Członkowie zarządu Polskiego Białego Krzyża w Warszawie. Jadwiga Rembielińska piąta od lewej w trzecim rzędzie

Jadwiga Wiktoria Rembielińska z Niedziałkowskich (ur. 21 czerwca 1870 w Sułkowicach, zm. 3 maja 1935 w Riond-Bosson) – polska działaczka społeczna, charytatywna i narodowa, długoletnia współpracowniczka Heleny Paderewskiej, członkini Rady Naczelnej Narodowej Organizacji Kobiet.

## Życiorys
Pracowała społecznie w Zarządzie Towarzystw Opieki nad Szkołą i Salami Zajęć dla Młodzieży im. Bolesława Prusa. Udzielała się w Kole Wpisów Szkolnych, które zastępowało zdelegalizowaną Polską Macierz Szkolną. Została wybrana do zarządu Towarzystwa Szkoły Mazowieckiej. Przyczyniła się do budowy gmachu TSM przy ul. Klonowej 16 w Warszawie.
W trakcie I wojny światowej jej mąż został wysłany jako lekarz Kolei Nadwiślańskiej do Moskwy. W tym czasie przejęła obowiązki charytatywne męża. W 1915 była członkinią zarządu Pomocy Doraźnej dla Młodzieży Szkół Średnich. Była czynnym członkinią Komitetu Obywatelskiego w Warszawie, gdzie pracowała w sekcji opieki nad bezdomnymi ofiarami wojny oraz w dziale sanitarnym i oświatowym. Wraz z Zofią Szlenkier założyła schronisko dla uciekinierów ze zniszczonego Kalisza oraz schronisko dla bezdomnych, z którego korzystało tysiąc osób. Zorganizowała również bursę dla młodzieży szkolnej i koło dziewcząt pomagające w dożywianiu.  Otaczała również opieką żołnierzy Armii Polskiej we Francji jako prezeska organizacji żeńskiej FIDAC.
W odrodzonej Polsce spotkała się w 1919 z Ignacym Paderewskim i jego żoną Heleną. Wtedy to rozpoczęła się współpraca z Paderewską trwająca do końca życia Rembielińskiej. Zaangażowała się w tworzenie Polskiego Białego Krzyża, przystępując do komitetu organizacyjnego. W latach 1919-1927 była naczelniczką sekcji szwalni wojskowych PBK. Organizowała także szpital tej organizacji w Warszawie. W lipcu 1920 weszła w skład Rady Naczelnej Polskiego Białego Krzyża, gdzie była kierowniczką Sekcji Instytucji im. H. Paderewskiej. Prowadziła Dom dla Uzdrowieńców-Zakładników powracających z Rosji. W 1920 z rekomendacji Heleny Paderewskiej weszła w skład zarządu Towarzystwa Pomocy dla Inteligencji, a następnie została wiceprezeską. Należała do Rady Naczelnej Narodowej Organizacji Kobiet. W trakcie zamachu majowego w 1926 organizowała z ramienia NOK pomoc dla rannych.
Weszła w skład komitetu organizacyjnego Domu dla Zasłużonych Staruszek w Sulejówku. Tworzyła Klub Roznosicieli Gazet, organizację stworzoną dla biednych, młodych chłopców. Angażowała się w budowę Domu dla Dziewcząt i Szkoły dla Hodowli Drobiu oraz Gospodarstwa Domowego w Julinie. Należała do zarządu Klubu Inteligencji Polskiej w Warszawie. Na wzór szwajcarski założyła „Sekcję Pracowitych Mrówek”, która składała się z młodzieży żeńskiej i przeprowadzała zbiórki oraz reparację odzieży dla ubogich. Należała również do Towarzystwa Opieki nad Nerwowo i Umysłowo-Chorymi.
Zmarła nagle na anewryzm serca w południe 3 maja 1935 w Riond-Bosson w Szwajcarii, podczas spaceru w ogrodzie. Została pochowana w Morges.

## Rodzina
7 kwietnia 1894 w parafii św. Jana Chrzciciela w Górznie wyszła za mąż za Stanisława Michała Gerarda Rembielińskiego, doktora nauk medycznych. Miała syna Stanisława Wiktora Gustawa, urzędnika państwowego, i córkę Zofię Jadwigę Łucję Józefę po mężu primo voto Boetticher secundo voto Młodzianowską.

## Ordery i odznaczenia
- Miecze Hallerowskie[3]